# Marisa Belli
Marisa Belli, nome d'arte di Maria Luisa Scavone (Roma, 12 aprile 1933 – Frosinone, 9 dicembre 2017), è stata un'attrice italiana.

## Biografia
Nata a Roma, inizia a lavorare come segretaria e dattilografa nella direzione di una casa di produzione cinematografica. Si occupa anche dei disegni dei costumi di Quo vadis;  notata da Pietro Germi, in quel periodo alla ricerca della protagonista del film Gelosia, si vede affidata la parte, che la lancia nel mondo del cinema.
Non sono molte le pellicole a cui prende parte: la sua carriera nel cinema dura meno di un ventennio, ma ha comunque modo di recitare con una certa frequenza nelle commedie e negli sceneggiati della Rai sino agli anni '80.
Alla fine degli anni '50 ottiene diverse scritture anche per il teatro, all'inizio nella Compagnia di Renzo Giovampietro, poi nella Compagnia del Teatro Moderno accanto a Raf Vallone, Romolo Valli, Giorgio De Lullo. Nel 1962 fa parte del cast della prima edizione di Rugantino.
Nel 1961, in occasione della XV edizione della festa del teatro di San Miniato, ottiene una parte nello spettacolo La guerra dei figli della luce di Moshe Shamir, regia di Franco Enriquez.

## Filmografia

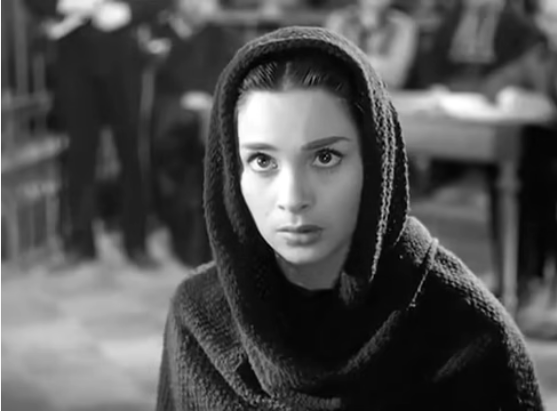
Marisa Belli in Gelosia (1953)

- Gelosia, regia di Pietro Germi (1953)
- Il processo dei veleni, regia di Henri Decoin (1955)
- La capinera del mulino, regia di Angio Zane (1956)
- Suor Letizia, regia di Mario Camerini (1956)
- Serenata a Maria, regia di Luigi Capuano (1957)
- Gli avventurieri dei tropici, regia di Sergio Bergonzelli (1960)
- Ercole al centro della terra, regia di Mario Bava (1961)
- L'onorata società, regia di Riccardo Pazzaglia (1961)
- Il disordine, regia di Franco Brusati (1962)
- Il giustiziere dei mari, regia di Domenico Paolella (1962)
- Le prigioniere dell'isola del diavolo, regia di Domenico Paolella (1962)
- La sfida dei giganti, regia di Maurizio Lucidi (1965)
- Questa specie d'amore, regia di Alberto Bevilacqua (1971)
- Il corpo della ragassa, regia di Pasquale Festa Campanile (1979)
- La vocazione di Suor Teresa, regia di Brunello Rondi (1982)

## Teatro

### Commedia musicale
- Arriva il circo di Carilli e Gessaga (1955)
- Il cappello di paglia... di Fiorenza (1956)
- Marionette 56 di Carilli e Gessaga (1956)
- Rugantino di Pietro Garinei, Sandro Giovannini, Pasquale Festa Campanile, Massimo Franciosa, Luigi Magni, musiche di Armando Trovajoli, Teatro Sistina di Roma, 15 dicembre 1962.

### Prosa
- La guerra dei figli della luce, di Moshe Shamir, regia di Franco Enriquez, Pisa (1961)
- I discorsi di Lisia, testo e regia di Mario Prosperi e Renzo Giovampietro (1964)
- Agamennone di Vittorio Alfieri, regia di Renzo Giovampietro (1964)
- Ippolito di Euripide, regia di Sandro Bolchi, Teatro Olimpico di Vicenza (1965)
- Il dilemma del dottore di George Bernard Shaw, regia di Paolo Giuranna, Teatro Duse di Genova (1965)
- Arriva l'uomo del ghiaccio di Eugene O'Neill, regia di Luigi Squarzina, Teatro Stabile di Genova (1965)
- Ispezione di Ugo Betti, regia di Paolo Giuranna, Teatro Stabile dell'Aquila (1967)
- La Celestina di Fernando de Rojas, regia di Antonio Calenda (1967)
- Questa sera si recita a soggetto di Luigi Pirandello, regia di Paolo Giuranna (1967)
- Liolà di Luigi Pirandello, regia di Giorgio Prosperi (1968)
- Il prezzo di Arthur Miller, regia di Raf Vallone (1969)
- Un uomo è un uomo di Bertolt Brecht, regia di Fulvio Tolusso (1969)
- Fuenteovejuna di Lope de Vega, regia di Alessandro Fersen, Teatro Stabile di Bolzano (1975)
- Enrico IV di Luigi Pirandello, regia di Giorgio De Lullo, Teatro Eliseo di Roma (1977)
- Il valzer dei cani di Leonid Andreev, regia di Giuseppe Patroni Griffi, Teatro Eliseo di Roma (1978)
- Servo di scena di Ronald Harwood, regia di Gabriele Lavia, Teatro Eliseo di Roma (1980)
- Riccardo III di William Shakespeare, regia di Giovanni Pampiglione, Teatro romano di Verona (1983)
- Paolina di casa Leopardi di Giuseppe Manfridi, regia di Walter Manfrè, Todi Festival (1987)
- Peer Gynt di Henrik Ibsen, regia di Giorgio Albertazzi (1988)
- Quer pasticciaccio brutto de via Merulana da Carlo Emilio Gadda, regia di Luca Ronconi, Teatro Argentina di Roma (1996)
- Recita dell'attore Attilio Vecchiatto nel teatro di Rio Saliceto di Gianni Celati, regia di Michela Zaccaria (1998)

## Prosa televisiva Rai
- Canne al vento, regia di Mario Landi, sceneggiato di 4 puntate, trasmesso dall'8 al 29 novembre 1958.
- Il romanzo di un maestro, regia di Mario Landi, sceneggiato di 5 puntate, trasmesso dal 18 aprile al 16 maggio 1959.
- Cavalleria rusticana, regia di Carlo Di Stefano, trasmessa il 28 giugno 1967.
- Un uomo è un uomo di Bertolt Brecht, regia di Fulvio Tolusso, trasmesso il 7 aprile 1972.
- Il marchese di Roccaverdina, regia di Edmo Fenoglio, sceneggiato di 3 puntate, trasmesso dal 25 giugno al 9 luglio 1972.
- La mossa del cavallo, regia di Giacomo Colli, trasmesso nel 1977.
- La mezzatinta, episodio della serie Il fascino dell'insolito, regia di Biagio Proietti, trasmesso il 12 gennaio 1980.
- La casa rossa, regia di Luigi Perelli, sceneggiato di 6 puntate, trasmesso dal 22 febbraio al 22 marzo 1981.

## Doppiatrici italiane
- Lydia Simoneschi in Ercole al centro della Terra[2]
- Benita Martini in Il disordine[2]
- Valeria Valeri in Il giustiziere dei mari[2]